# Антон Кох
Антон Кох (нім. Anton Koch, 20 січня 1903 — 8 листопада 1963) — австрійський футболіст, що грав на позиції півзахисника. Відомий виступами, зокрема, у складі клубу «Адміра», а також національної збірної Австрії. Триразовий чемпіон Австрії, володар Кубка Австрії.

## Клубна кар'єра
У складі клубу «Адміра» (Відень) почав грати у сезоні 1920–1921. У 1927 році разом з командою здобув перший в історії клубу титул чемпіона Австрії. Несподіваним конкурентом «Адміри» у боротьбі за титул став клуб «Брігіттенауер». Перед останнім туром «Адміра» мала перевагу в одне очко, але суперникам випало грати між собою. Клуб Антона упевнено переміг з рахунком 5:0 і здобув свій перший чемпіонський трофей. Кох грав у лінії півзахисту разом з Карлом Шоттом і Рудольфом Востраком. На його рахунку 24 матчі у тому сезоні і два забитих м'ячі. Влітку зіграв у обох чвертьфінальних матчах новоствореного Кубка Мітропи, у яких австрійський клуб зустрічався з чехословацькою «Спартою». У першому матчі «Спарта» перемогла з рахунком 5:1, але в матчі-відповіді на 60-й хвилині уже «Адміра» вела в рахунку 5:1. Втім, команді не вдалося розвинути чи хоча б втримати цей результат і наприкінці матчу чеські гравці зуміли забити два голи, завдяки чому саме вони пройшли в наступний раунд.
Наступного сезону «Адміра» знову перемогла в чемпіонаті, випередивши на три очка «Рапід». У національній першості Кох зіграв усі 24 матчі. Також клуб здобув Кубок Австрії. У фінальному поєдинку команда переграла «Вінер АК» з рахунком 2:1.
Влітку 1928 року «Адміра» знову пробувала свої сили у матчах Кубку Мітропи. В 1/4 фіналу команда переграла чехословацьку «Славія» — 3:1, 3:3. У півфіналі «Адміра» в обох матчах поступилась майбутньому чемпіонові угорському «Ференцварошу» (1:2, 0:1).
У 1931 році перейшов у команду «Аустро Фіат» (Відень), але уже через рік повернувся до «Адміри». У чемпіонському сезоні 1932 року зіграв 3 матчі і забив 2 голи. Клуб також виграв кубок Австрії, але Антон жодного матчу у тому розіграші не зіграв. Загалом грав у складі «Адміри» зіграв у національній першості 187 матчів і забив 19 м'ячів, 27 матчів і 5 м'ячів у кубку Австрії, 6 матчів у кубку Мітропи.
В сезоні 1932—1933 грав за команду «Лібертас» (Відень), у складі якої зіграв 8 матчів і забив 1 гол. Далі грав у французькому клубі «Руан». А завершив кар'єру виступами у команді «Аустро Фіат», де грав раніше.

## Виступи за збірну
У складі збірної Австрії дебютував у 1922 році у поєдинку зі збірною Швейцарії (7:1), вийшовши на заміну у другому таймі замість Карла Курца. У період з 1922 по 1925 рік зіграв 3 матчі.
Також активно виступав у складі збірної Відня. Дебютував у 1924 році у поєдинку проти збірної Братислави (3:2). Загалом зіграв за збірну Відня 5 міжнародних матчів. У 1927 році зіграв один матч у складі другої збірної Австрії у матчі проти другої збірної Угорщини (1:1).

## Досягнення
- Чемпіон Австрії (3): 1927, 1928, 1932
- Срібний призер чемпіонату Австрії (2): 1929, 1930
- Володар кубка Австрії (1): 1928

| Дата       | Місто     | Господарі | Результат | Гості     | Турнір           | Голи | Примітки |
| ---------- | --------- | --------- | --------- | --------- | ---------------- | ---- | -------- |
| 11/06/1922 | Відень    | Австрія   | 7 – 1     | Швейцарія | товариський матч | -    | 65'      |
| 04/05/1924 | Відень    | Австрія   | 6 – 0     | Болгарія  | товариський матч | -    |          |
| 05/07/1925 | Стокгольм | Швеція    | 2 – 4     | Австрія   | товариський матч | -    | 30'      |
| Усього     |           | Матчів    | 3         |           | Голів            | 0    |          |

### Статистика виступів у кубку Мітропи
| №                      | Розіграш               | Стадія                 | Дата та місце проведення | Команда 1              | Рахунок | Команда 2       | Голи |
| ---------------------- | ---------------------- | ---------------------- | ------------------------ | ---------------------- | ------- | --------------- | ---- |
| 1                      | 1927                   | 1/4                    | 14.08.1927 Прага         | Спарта (Прага)         | 5:1     | Адміра (Відень) |      |
| 2                      | 1927                   | 1/4                    | 21.08.1927 Відень        | Адміра (Відень)        | 5:3     | Спарта (Прага)  |      |
| 3                      | 1928                   | 1/4                    | 15.08.1928 Відень        | Адміра (Відень)        | 3:1     | Славія (Прага)  |      |
| 4                      | 1928                   | 1/4                    | 19.08.1928 Прага         | Славія (Прага)         | 3:3     | Адміра (Відень) |      |
| 5                      | 1928                   | 1/2                    | 9.09.1928 Відень         | Адміра (Відень)        | 1:2     | Ференцварош     |      |
| 6                      | 1928                   | 1/2                    | 16.09.1928 Будапешт      | Ференцварош            | 1:0     | Адміра (Відень) |      |
| Всього у кубку Мітропи | Всього у кубку Мітропи | Всього у кубку Мітропи | Всього у кубку Мітропи   | Всього у кубку Мітропи | 6       |                 | 0    |